# Base d'Auerbach
Une base d'Auerbach  dans un espace vectoriel normé est une partie libre vérifiant des propriétés spéciales. 

## Définition
Soit {\displaystyle X} un espace vectoriel normé. Pour tout vecteur {\displaystyle a} et toute partie {\displaystyle B} de {\displaystyle X}, la distance de {\displaystyle a} à {\displaystyle B} (ou, ce qui revient au même, à l'adhérence de {\displaystyle B}) est :
{\displaystyle d(a,B)=\inf _{b\in B}\|a-b\|.}
La notation {\displaystyle [B]} désignera l'adhérence du sous-espace vectoriel engendré par {\displaystyle B}.

Une partie {\displaystyle A} de {\displaystyle X} est appelée base d'Auerbach de {\displaystyle X} si les trois conditions suivantes sont satisfaites :
- {\displaystyle [A]=X}, c'est-à-dire que le sous-espace vectoriel engendré par {\displaystyle A} est dense dans {\displaystyle X} ;
- pour tout vecteur {\displaystyle a} de {\displaystyle A}, on a {\displaystyle \|a\|=d(a,[A\setminus \{a\}])},c'est-à-dire que  la norme de {\displaystyle a} est égale à sa distance au sous-espace engendré par les autres vecteurs de {\displaystyle A} ;
- le vecteur nul n'appartient pas à {\displaystyle A}.

Une base d'Auerbach {\displaystyle A} est dite base d'Auerbach normée lorsque tous les vecteurs de {\displaystyle A} ont pour norme 1.

## Propriétés
- Toute base d'Auerbach {\displaystyle A} est :
  - topologiquement libre c'est-à-dire[1] que pour tout {\displaystyle a} de {\displaystyle A}, le vecteur {\displaystyle a} n'appartient pas à {\displaystyle \scriptstyle [A\setminus \{a\}]}, et a fortiori algébriquement libre ;
  - topologiquement génératrice, ou « totale »[1] (c'est ce qu'exprime la condition {\displaystyle [A]=X}), mais pas nécessairement algébriquement génératrice.

(Si {\displaystyle X} est de dimension finie, ces deux notions topologiques sont équivalentes à leurs homologues algébriques.)
- Dans les espaces vectoriels normés de dimension finie, le lemme d'Auerbach affirme qu'il y a toujours une base d'Auerbach.

## Motivation
Dans un espace préhilbertien, pour tout vecteur {\displaystyle x} et toute partie {\displaystyle B} on a : 
(le cas général se déduit du cas particulier où [B] est une droite).
Dans un tel espace, la notion de base d'Auerbach normée est donc équivalente à celle de base de Hilbert. 
La notion a été définie dans la thèse de Herman Auerbach. La thèse, écrite en 1929, a disparu. Mais la notion a été mentionnée dans une monographie de Stefan Banach de 1932.

## Définition équivalente
Dans un espace de Banach {\displaystyle X}, une partie {\displaystyle A} est une base d'Auerbach normée (si et) seulement si : 
- {\displaystyle [A]=X} ;
- pour tout vecteur {\displaystyle a} de {\displaystyle A}, on a la condition de normalisation {\displaystyle \|a\|=1} ;
- pour tout vecteur {\displaystyle a} de {\displaystyle A}, il existe une forme linéaire continue {\displaystyle f} sur {\displaystyle X}  (donc un élément du dual topologique de {\displaystyle X}) de norme 1, nulle sur {\displaystyle A\setminus \{a\}} et telle que {\displaystyle f(a)=1}.

En effet, d'après une version simplifiée du théorème de Hahn-Banach, pour tout sous-espace vectoriel fermé {\displaystyle F} de l'espace de Banach {\displaystyle X} et tout vecteur {\displaystyle a} n'appartenant pas à {\displaystyle F}, il existe sur {\displaystyle X} une forme linéaire {\displaystyle f} de norme 1, nulle sur {\displaystyle F}, et telle que {\displaystyle f(a)=d(a,F)}.